# Dacia Duster
Dacia Duster (в Україні називається Renault Duster)  — компактний кросовер-позашляховик, який представив румунський автовиробник Dacia у модельному ряді 2010 року.

## Перше покоління (2010—2018)

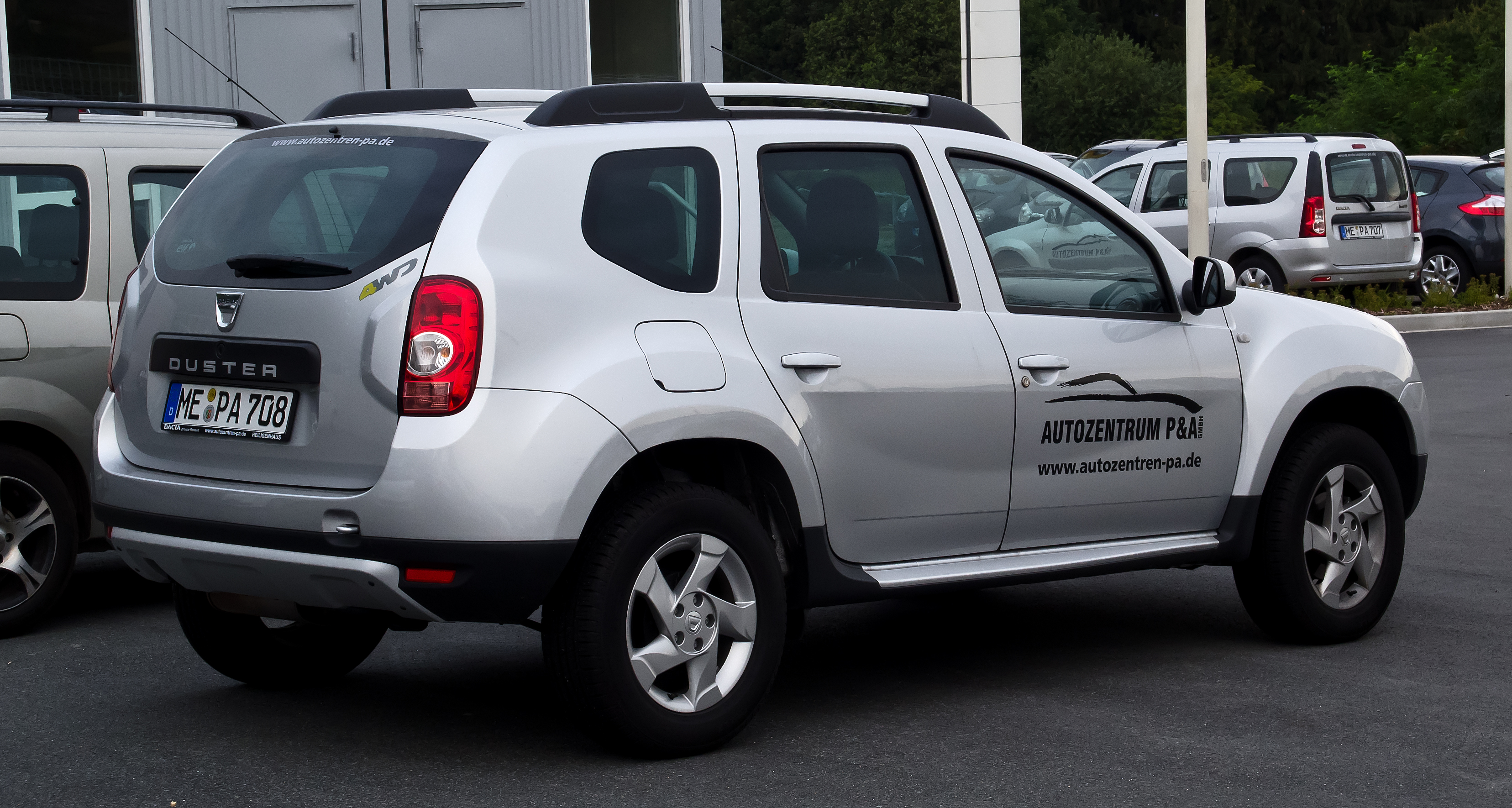
Dacia Duster (2010—2013)

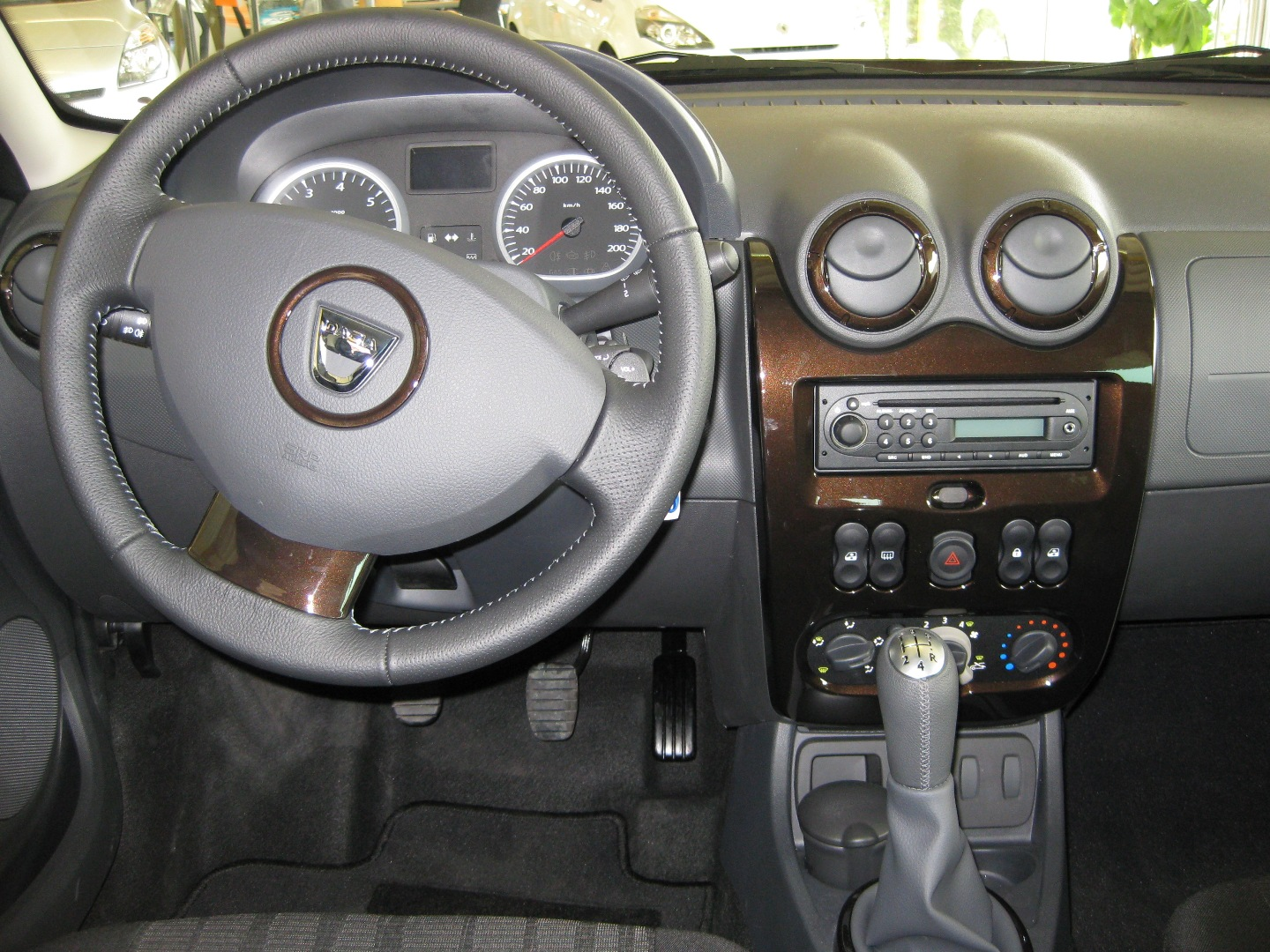
Dacia Duster

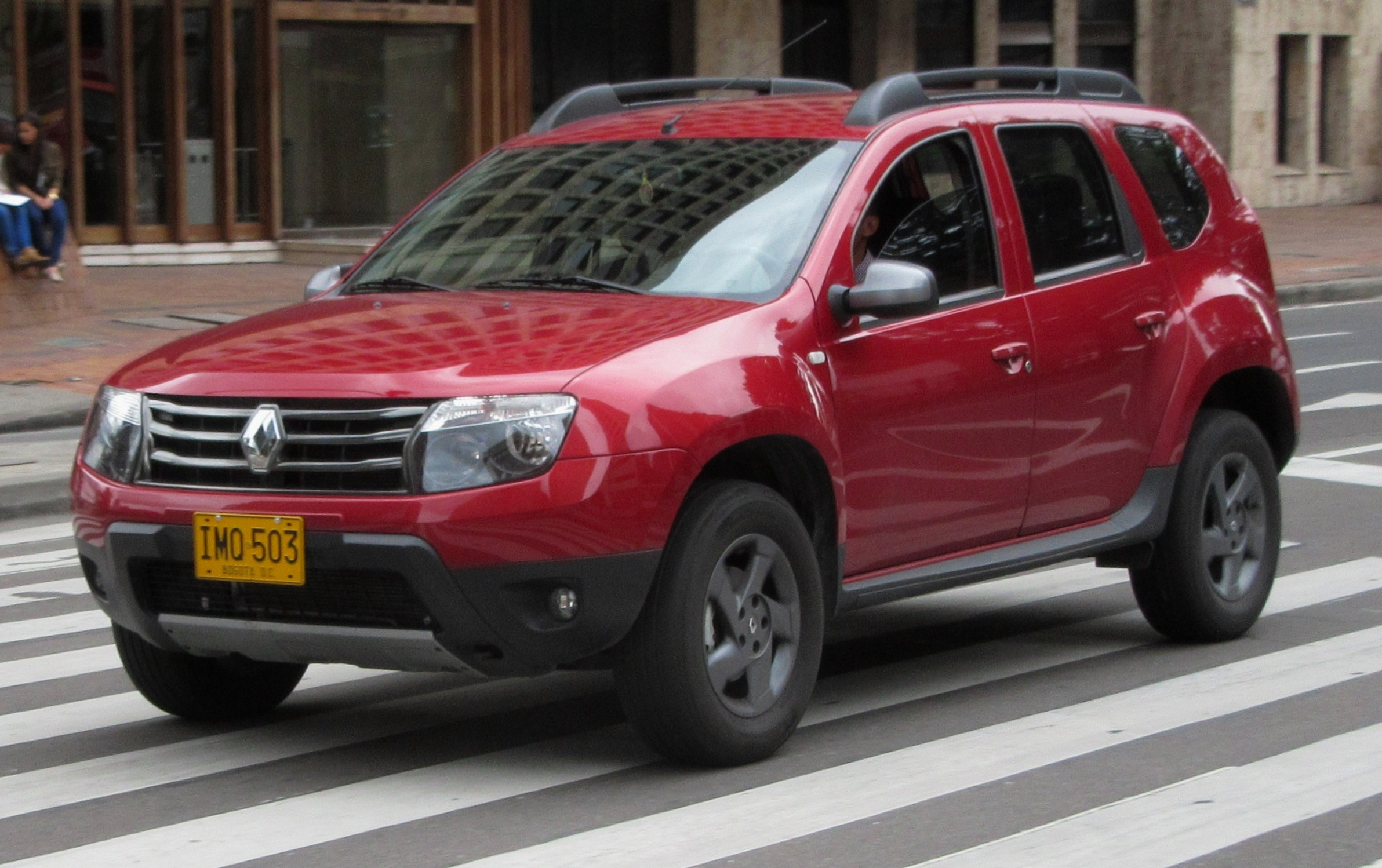
Renault Duster

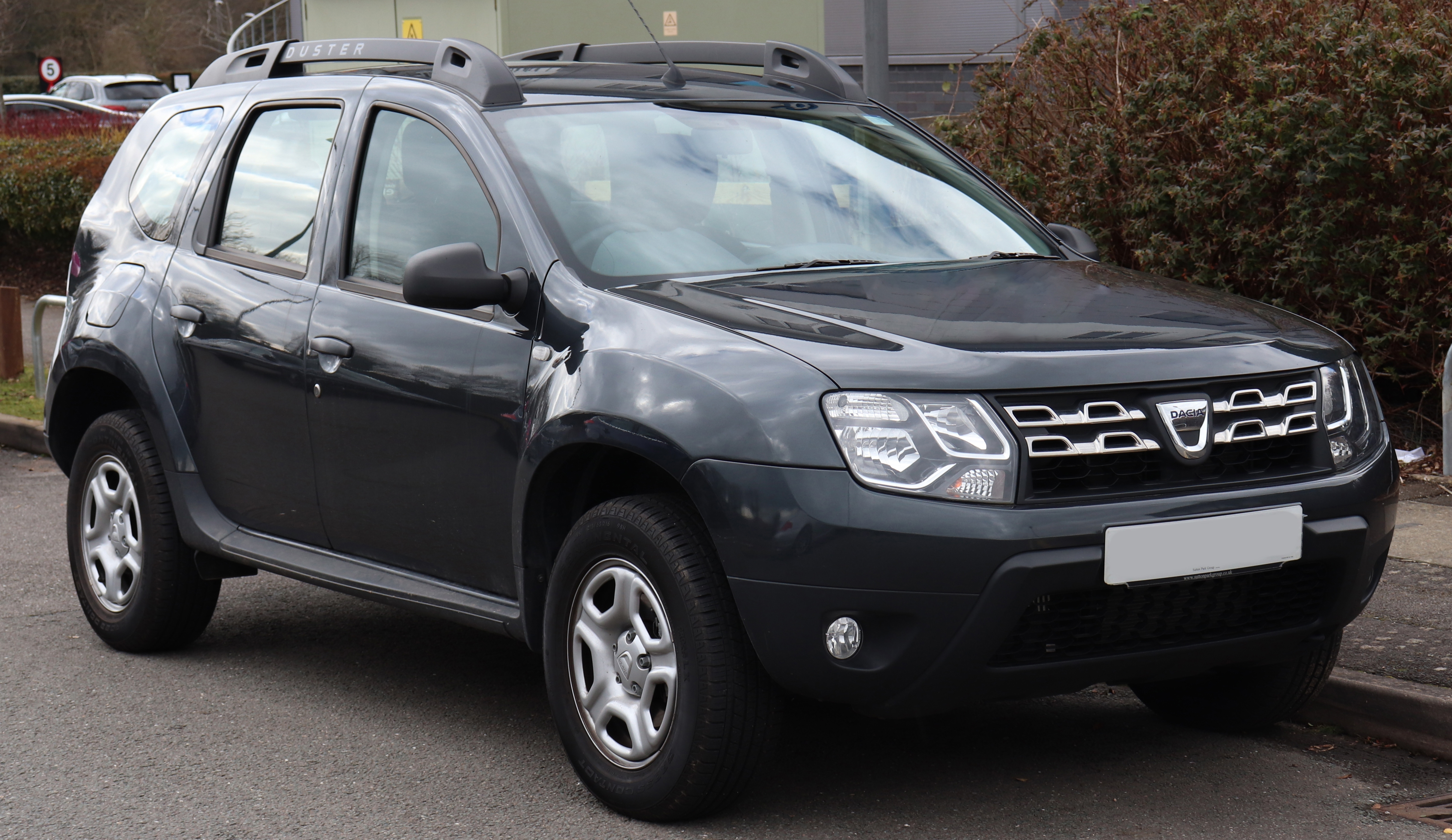
Dacia Duster (2013—2018)

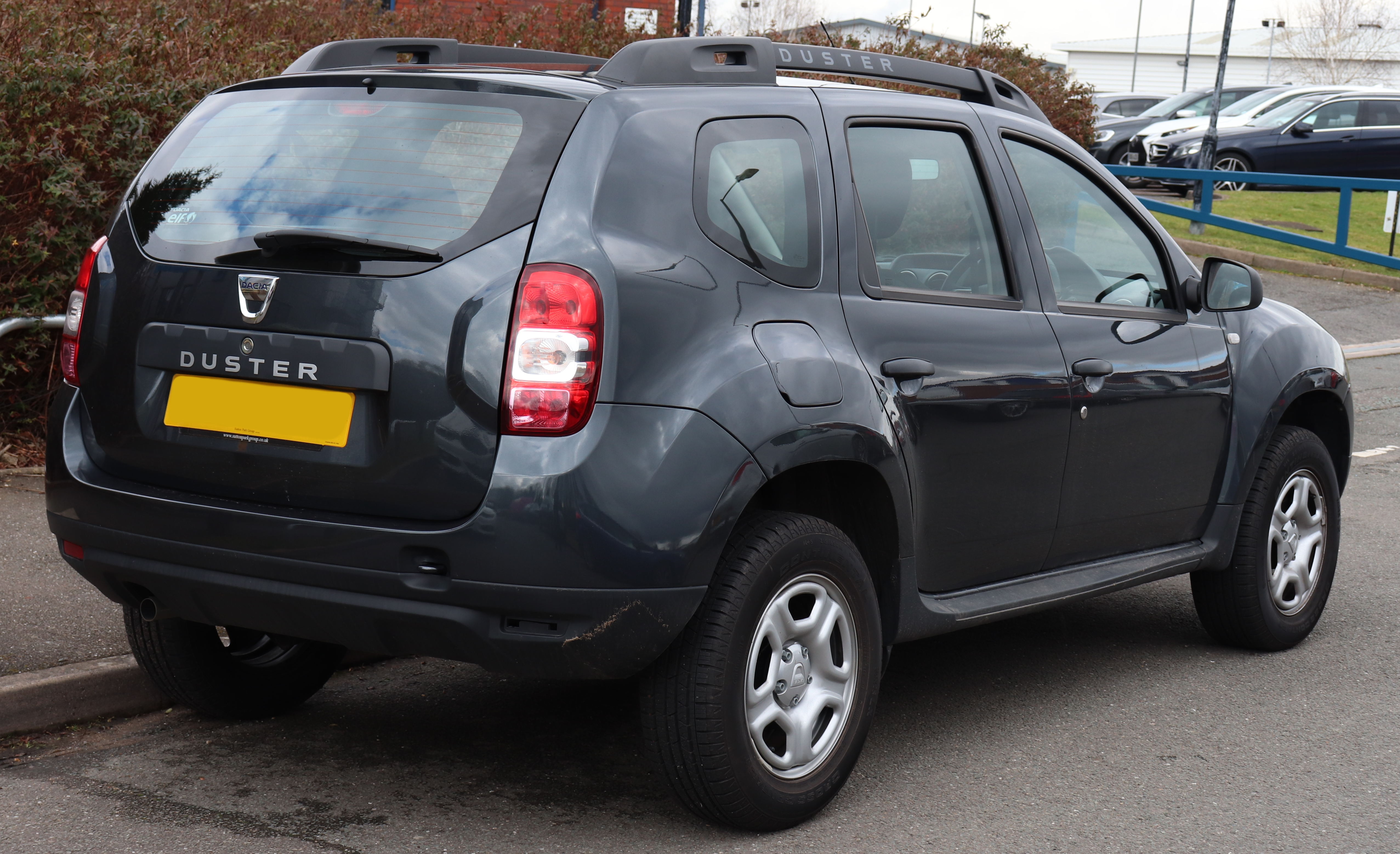
Dacia Duster (2013—2018)

У Європі продажі румунського кросовера Dacia Duster стартували практично відразу після прем'єри на Женевському автосалоні 2010 року. Вартість розробки склала € 290 млн, близько 70 % компонентів запозичені у існуючих автомобілів: передні двері — у Sandero, система повного приводу — у Nissan.
Duster — орієнтований на масового покупця. Побудована новинка на платформі B, як і Renault/Dacia Logan і Nissan Note. Передня підвіска — Макферсон, задня — напівнезалежна, торсіонна балка.
Габарити кросовера середні в своєму класі. Важливий параметр для 4х4 — кліренс — також на належному рівні — 210 мм, не у всіх конкурентів він дотягується навіть до 200 мм. Кути в'їзду і з'їзду рівні 29,3 і 34,9 градуса відповідно.
Двигуни — 110-сильний бензиновий об'ємом 1,6 л. і два турбодизеля 1.5 dCi потужністю 85 і 105 к.с. Базові комплектації передньоприводні, а повноприводні доступні тільки на замовлення. Задня вісь підключається за допомогою електроннокерованої багатодискової фрикційної муфти або автоматично (режим Auto) при прослизанні передніх коліс, або примусово (режим Lock). Крутний момент при цьому розподіляється між осями в рівній пропорції. Водій за допомогою перемикача може вибрати один з трьох режимів роботи трансмісії повнопривідної версії автомобіля: Auto (автоматично підключається повний привід), Lock (4х4 із заблокованою міжосьовою муфтою) і 4х2 (тільки передній привід для зменшення витрати пального). Коробки передач механічні — п'яти-і шестиступеневі.
Renault Duster має сталевий захист картера двигуна в базі, дорожній просвіт 21 см і короткі звіси (кут в'їзду — 30°, з'їзду — 35°).
Оформлення і компонування салону один в один, як у Sandero. Єдине — багажник набагато об'ємніший — 475/1600 літрів (з розкладеними/складеними задніми сидіннями) проти — 320/1200 у Sandero. Duster може мати максимум чотири подушки безпеки.
Слідом за Європою продажі кросовера стартували в Туреччині, Алжирі і Марокко. Влітку, автомобіль почали поставляти в Єгипет, Лівію, Сирію та Іран. Наступного року — в Південну Америку, Україну
В 2013 році модель модернізували.

### Безпека
Duster обладнаний ABS Bosch 8.1 з електронним розподілом гальмівних зусиль EBV та електронною системою екстреного гальмування EBA. Версія dCi 110 к.с. опціонально оснащується системою стабілізації ESP з контролем недостатнього повертання та антипробуксовочною з функцією ASR. У залежності від ринку комплектується двома фронтальними подушками безпеки і триточковими ременями безпеки з переднатягувачами для передніх сидінь. Також може комплектуватися бічними подушками безпеки.

### Двигуни
Передньоприводна і повноприводна модифікації Duster мають 1,6-літровий 16-клапанний бензиновий двигун потужністю 110 к.с. і два 1,5-літрових дизельних потужністю 85 і 105 к.с.
| Модель          | Код         | Об'єм    | Конфігурація        | Потужність                        | Крутний момент        | Максимальна швидкість | Розгін 0-100 км/год (0-62 миль) | Витрати пального (комбіновано) | Викиди CO2 | Нотатки                             |
| --------------- | ----------- | -------- | ------------------- | --------------------------------- | --------------------- | --------------------- | ------------------------------- | ------------------------------ | ---------- | ----------------------------------- |
| 1.2 TCe 125     | -           | 1197 см3 | I4 DOHC             | 125 к.с. (92 кВт) при - об/хв     | -                     | -                     | -                               | 6.0 л/100 км                   | 140 гр/км  | Доступно тільки на 4X2 версії       |
| 1.6 16V 105     | K4M 690     | 1598 см3 | I4 DOHC             | 105 к.с. (77 кВт) при 5750 об/хв  | 148 Нм при 3750 об/хв | 164 км/год            | 11.5 с                          | 7.5 л/100 км                   | 177 гр/км  | Доступно тільки на 4X2 версії       |
| 1.6 16V 105     | K4M 606     | 1598 см3 | I4 DOHC             | 105 к.с. (77 кВт) при 5750 об/хв  | 148 Нм при 3750 об/хв | 160 км/год            | 12.8 с                          | 8 л/100 км                     | 185 гр/км  | Доступно тільки на 4X4 версії       |
| 2.0 16V         | F4R         | 1998 см3 | I4 DOHC             | 135 к.с. (99 кВт) при 5500 об/хв  | 195 Нм при 3750 об/хв | 177 км/год            | 10.4 с                          | 7,8 л/100 км                   | -          | -                                   |
| 2.0 16V Ethanol | F4R Hi-Flex | 1998 см3 | I4 DOHC             | 141 к.с. (104 кВт) при 5500 об/хв | 205 Нм при 3750 об/хв | 180 км/год            | 9.9 с                           | -                              | -          | -                                   |
| 1.5 dCi 85      | K9K 796     | 1461 см3 | турбодизель I4 SOHC | 86 к.с. (63 кВт) при 4000 об/хв   | 200 Нм при 1900 об/хв | 156 км/год            | 13.9 с                          | 5.1 л/100 км                   | 135 гр/км  | Доступно тільки на 4X2 версії       |
| 1.5 dCi 110     | K9K 896     | 1461 см3 | турбодизель I4 SOHC | 79 кВт при 4000 об/хв             | 240 Нм при 1750 об/хв | 171 км/год            | 11.8 с                          | 5.3 л/100 км                   | 139 гр/км  | Доступно тільки на 4X2 версії з DPF |
| 1.5 dCi 110     | K9K 898     | 1461 см3 | турбодизель I4 SOHC | 81 кВт при 4000 об/хв             | 240 Нм при 1750 об/хв | 168 км/год            | 12.5 с                          | 5.6 л/100 км                   | 145 гр/км  | Доступно тільки на 4X4 версії з DPF |

### Duster Oroch

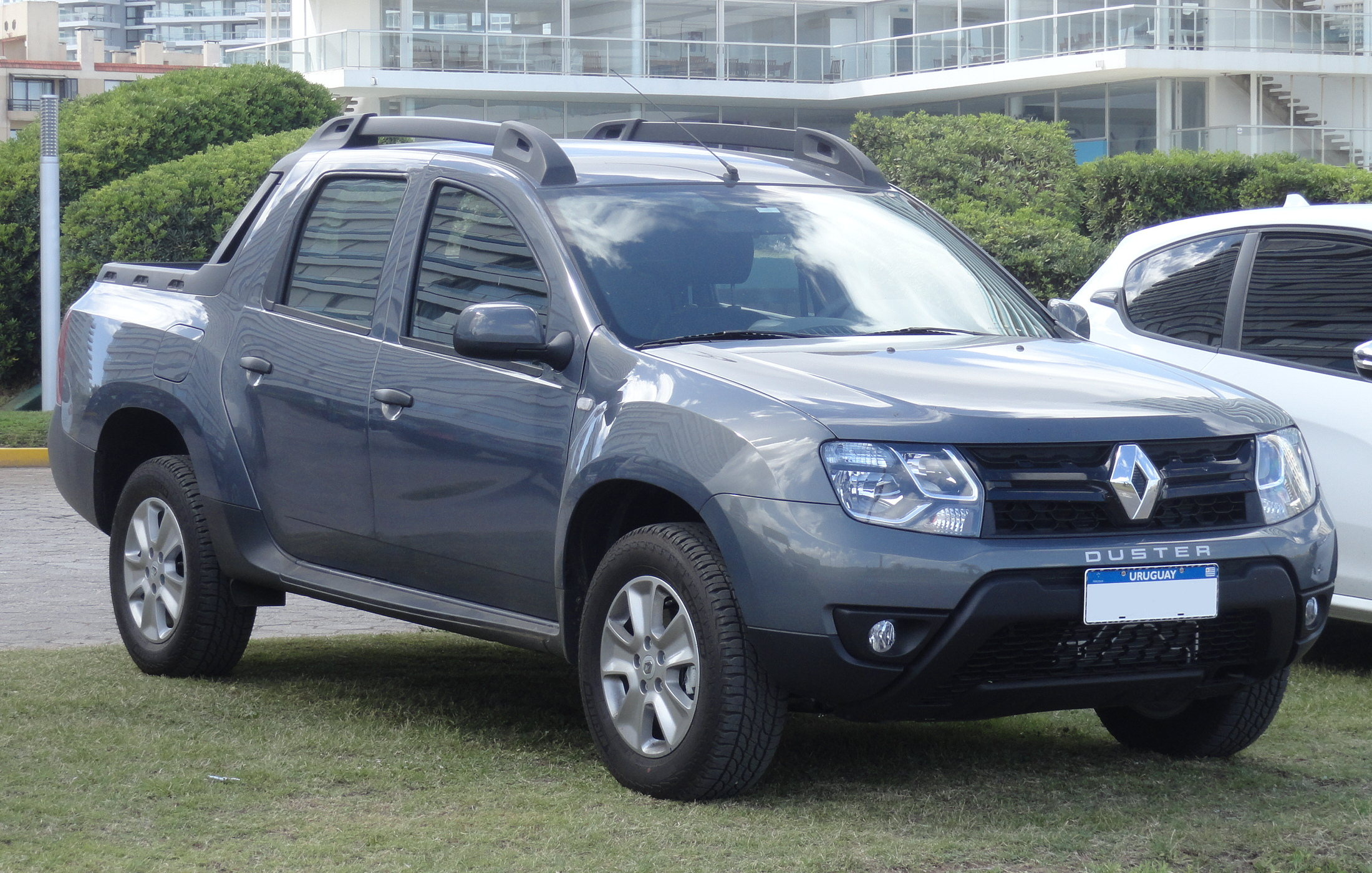
Renault Duster Oroch
(виробляється з 2015)

Renault Duster Oroch — це пікап з подвійною кабіною створений на основі Renault/Dacia Duster. Він представлений 18 червня 2015 року на автосалоні в Буенос-Айресі.
Duster Oroch доступний з вересня 2015 року в Південній Америці та отримав автоматичну коробку передач в 2016 році. Він оснащений або 1,6-літровим, або 2,0-літровим бензиновим двигуном, що працюють в парі з 5-ступеневою або 6-ступеневою коробками передач відповідно.

### Автоспорт

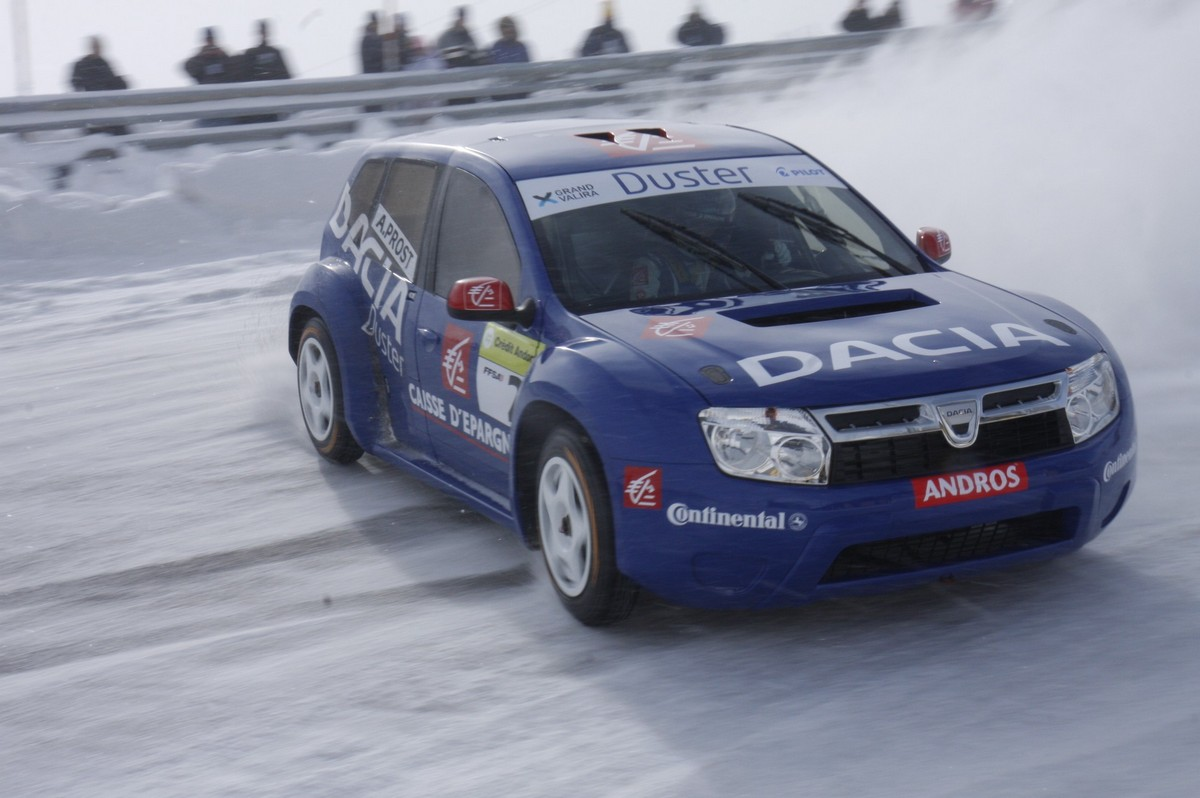
Гоночний Duster на трасі Grandvalira

Спортивна версія Dacia Duster, оснащена трилітровим двигуном V6 потужністю 350 к.с., з Аленом Простом за кермом бере участь в зимовій серії 2009/2010 Trophee Andros.

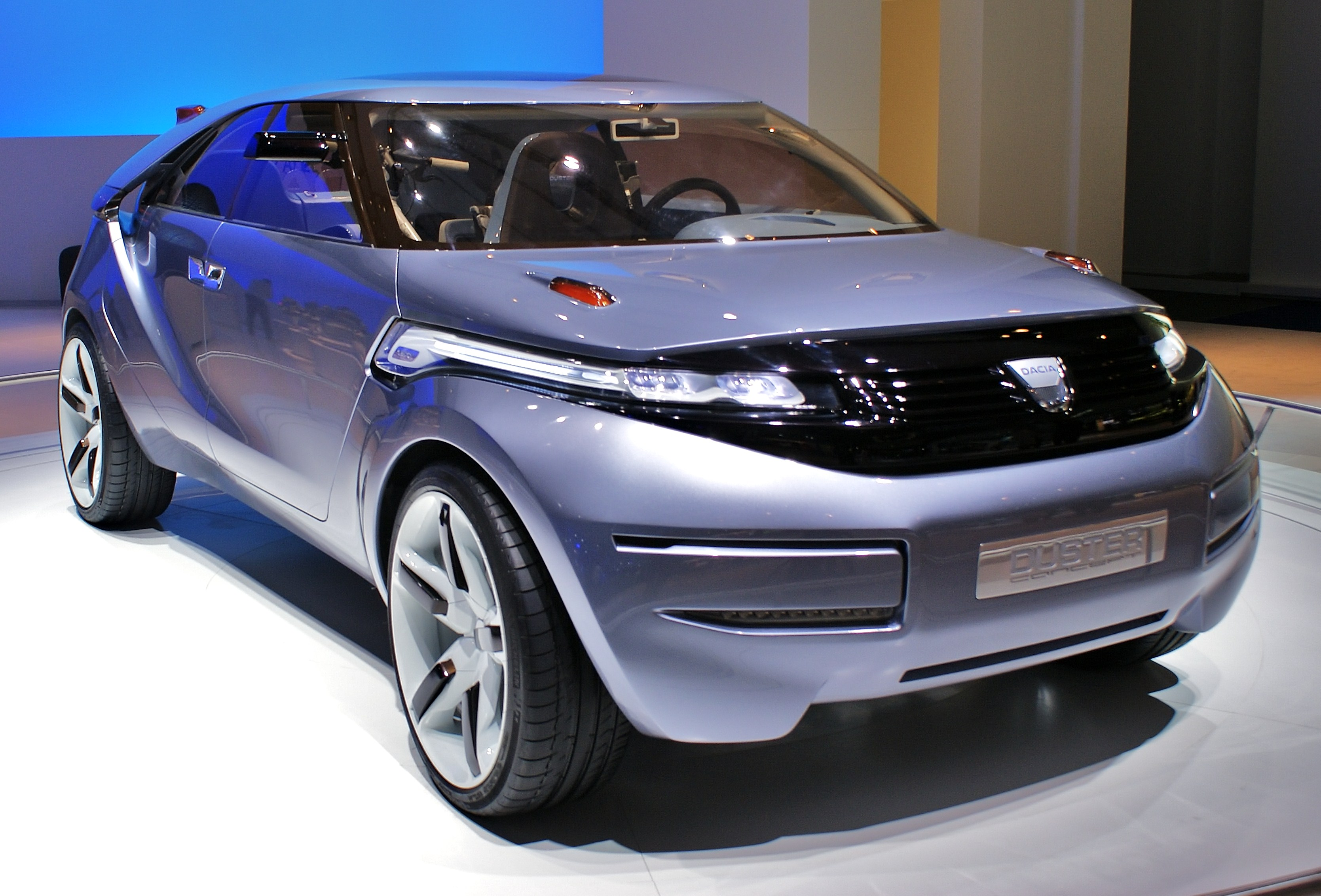
Duster Concept на Франкфуртському автосалоні, вересень 2009

### Концепт-кар
Вперше представлений в 2009 році на автосалоні в Женеві. Має чотири сидіння, які можуть бути перетворені в два: пасажирське сидіння засувається під водійське, а заднє праве піднімається вертикально. Таким чином, праворуч утворюється вільний простір об'ємом 2000 л, куди вміщується велосипед.
Концепт асиметричний за рахунок різної кількості бічних дверей. З боку водія це спортивне купе, з протилежного — мінівен з дверима, що розкриваються назустріч, і кузовом без центральної стійки.
Зовнішній вигляд концепту створено в студії Renault Design Central Europe у Бухаресті. Його автор — випускник МГТУ МАМІ 2008 Арсеній Костромін. Салон придумала Анна Задник з Хорватії. Серійний автомобіль розроблявся іншою групою дизайнерів.
Румунія продемонструвала бойову версію Duster, укомплектовану бронею, лебідкою та кулеметом на даху. At the 2012 São Paulo Motor Show, Renault presented the DCross Concept, based on the production version of the Renault Duster.
У жовтні 2014 року на автосалоні в Сан-Паулу Renault представила пікап з подвійною таксі під назвою Duster Oroch. Концепт-кар бере дизайнерські ключі від концепції DCross, яка була представлена на попередньому заході.

## Друге покоління (з 2018)

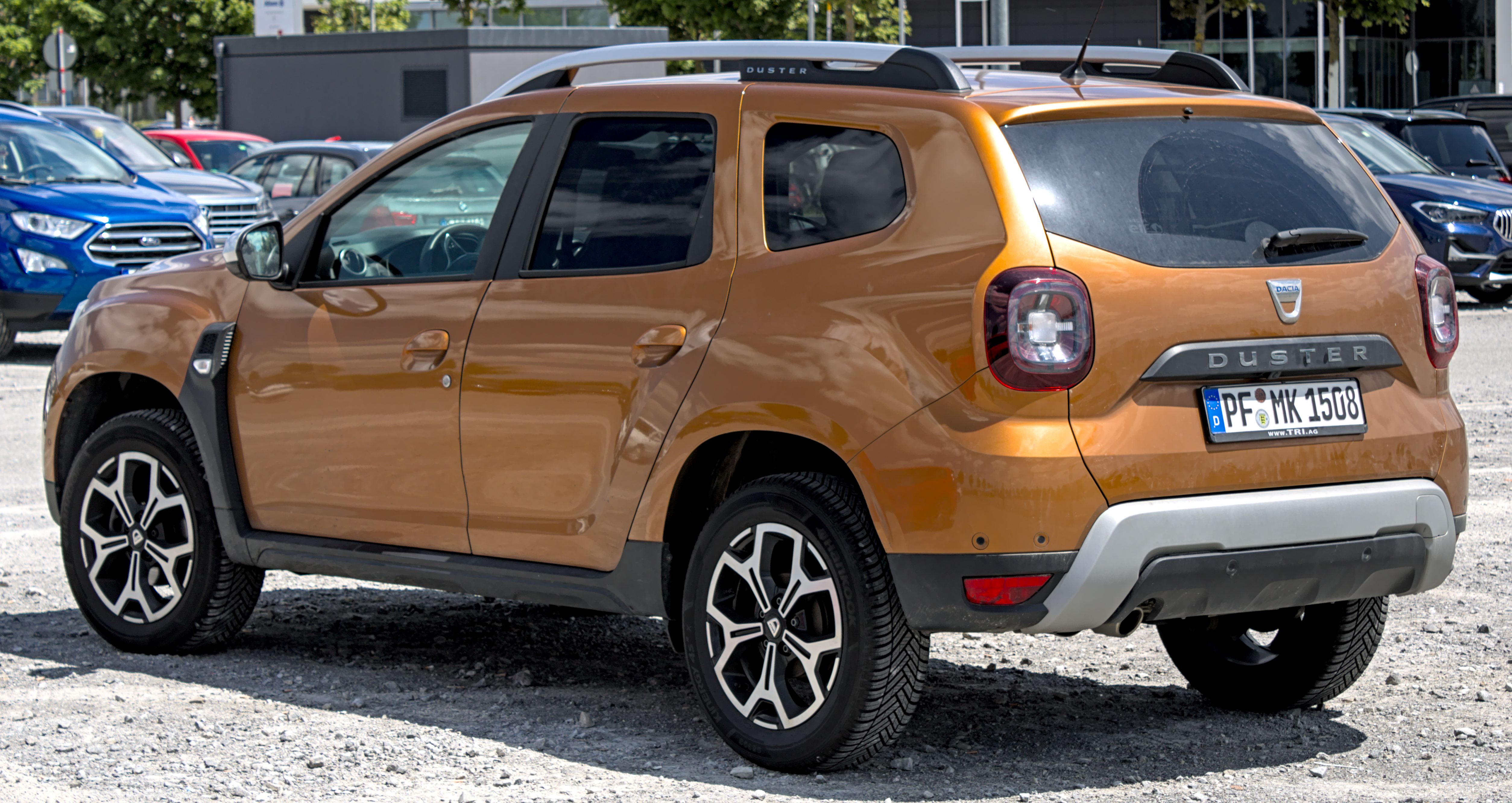
Dacia Duster II

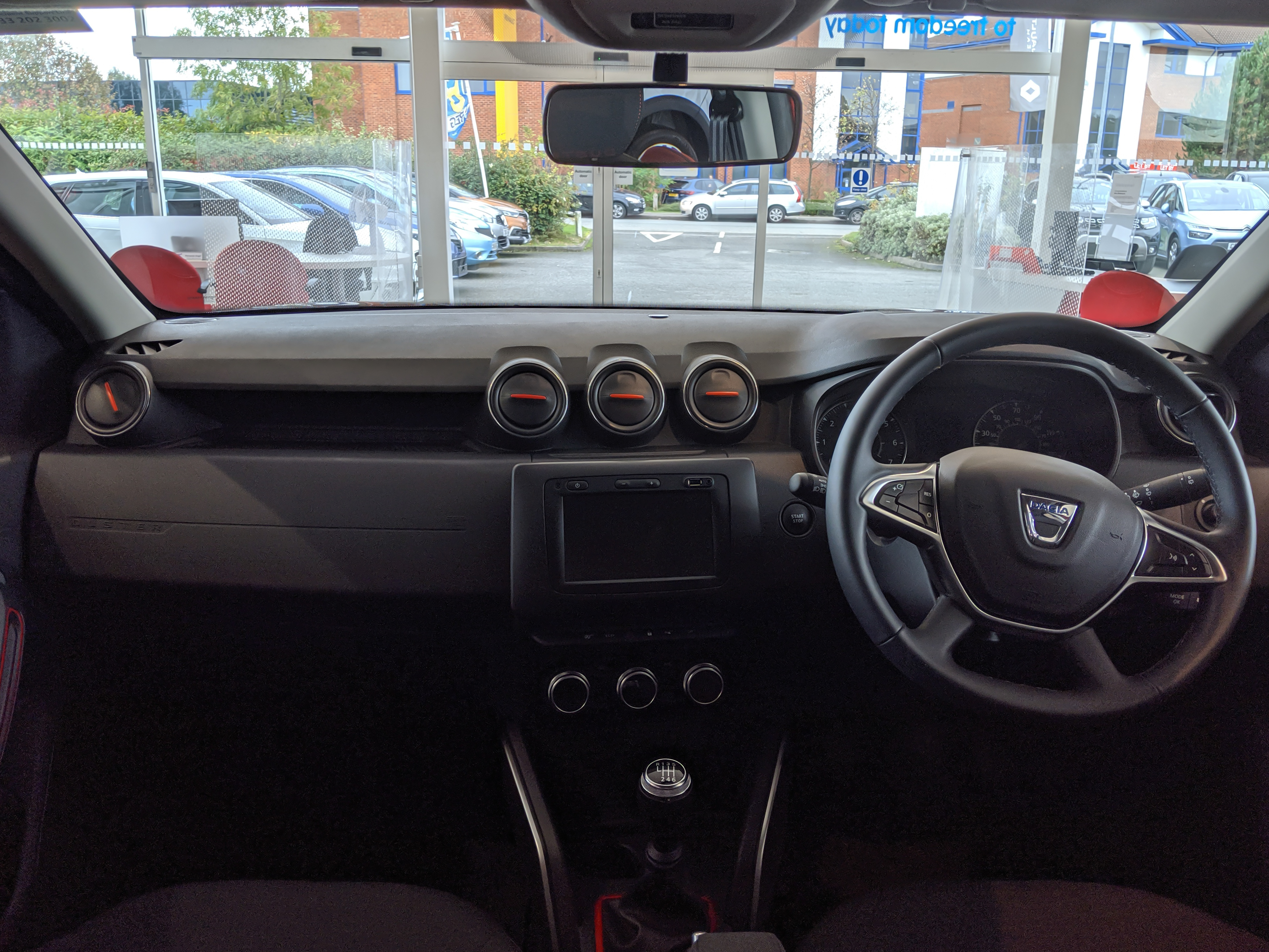
Dacia Duster II

Друге покоління кросовера Duster представлено у вересні 2017 року, а надійшло у продаж в Україні — 2018-го. Кросовер в довжину досяг 4,4 м та зберіг колишню платформу B0 (McPherson спереду і багатоважільна ззаду), яку інженери модернізували під нове покоління. Привід є переднім або повним. Імовірно, в Європі Duster отримав попередні двигуни — бензинові «атмосферник» 1.6 (115 к.с.) і наддувний 1.2 TCe (125 к.с.), а також турбодизель 1.5 dCi (90 або 110 к.с.). Коробки передач — п'яти-і шестиступеневі ручні і шестидіапазонна автоматична.
Автомобіль отримав системи безключового доступу, стоп/старт та інші.
В Україні доступні чотири основні комплектації: Base, Life, Zen та Intense, а також спеціальна версія Techroad.

### Оновлення 2022 року

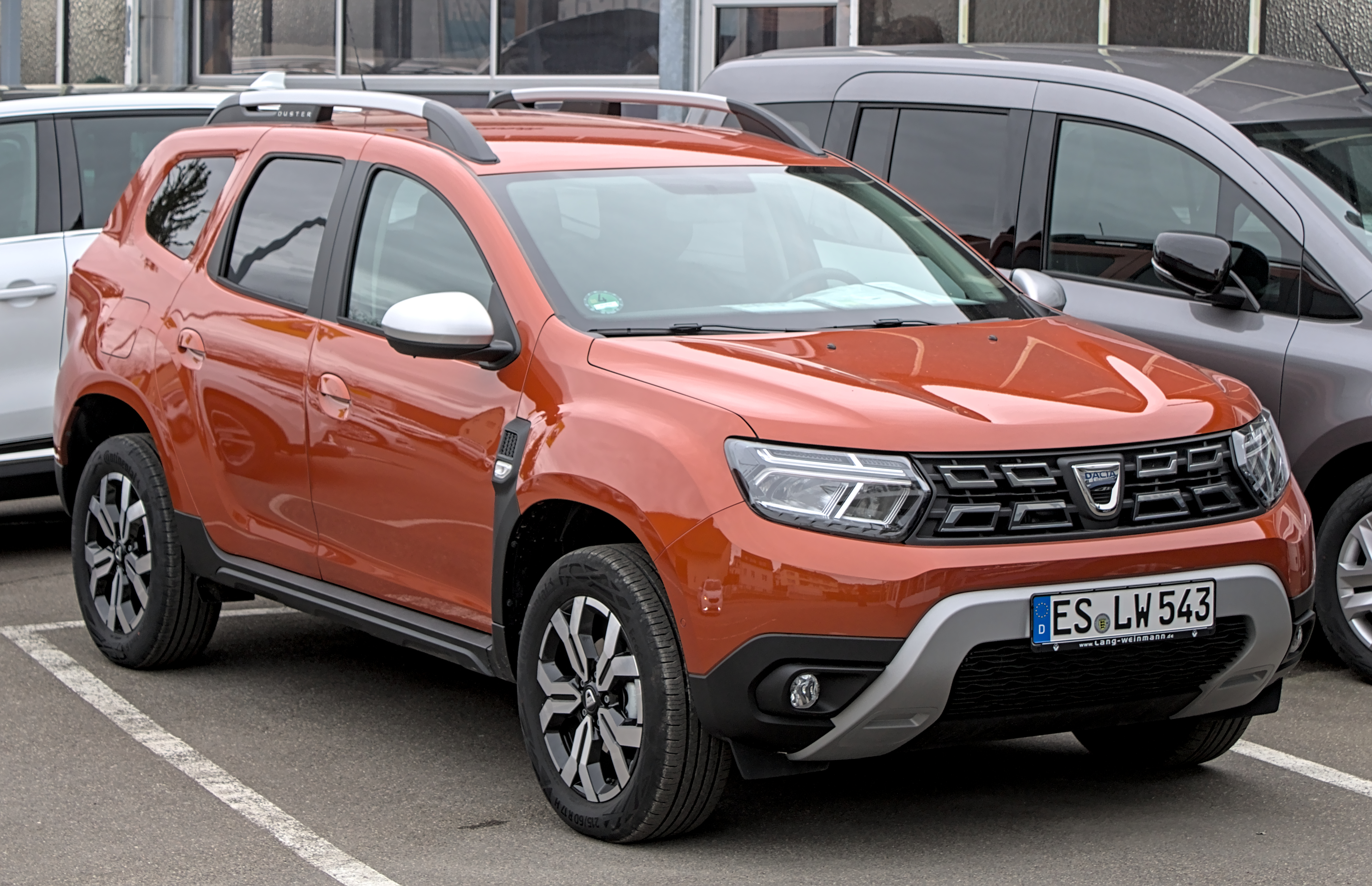
Dacia Duster (з 2021)

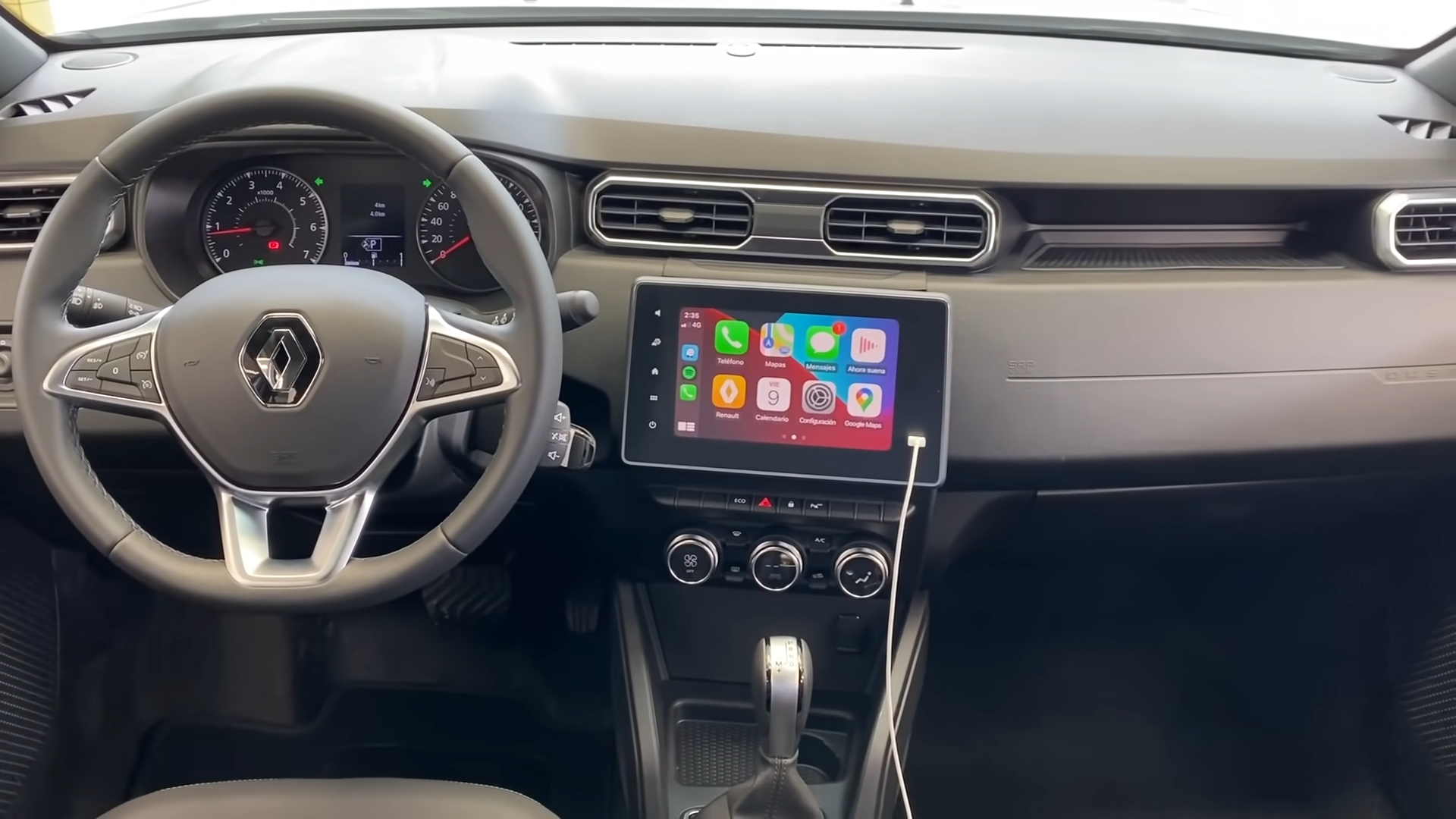
Renault Duster II (з 2021)

У червні 2021 року був представлений оновлений Dacia Duster, який отримав Y-подібні денні ходові вогні, нову «медійку» та нову автоматичну коробу передач.
Проте до України модель доїхала зі «старими» фарами, але новими комплектаціями: Base, Life та Zen.
Моторна лінійка та пропозиція заводського ГБО теж не змінились.

### Двигуни для світового ринку
- 1.0 TCe 100 к.с.
- 1.6 SCe 115 к.с.
- 1.2 TCe 125 к.с.
- 1.3 TCe 131 к.с.
- 1.3 TCe 150 к.с.
- 1.5 dCi 90 к.с.
- 1.5 dCi 110 к.с.
- 1.5 dCi 115 к.с.

## Третє покоління (з 2024)

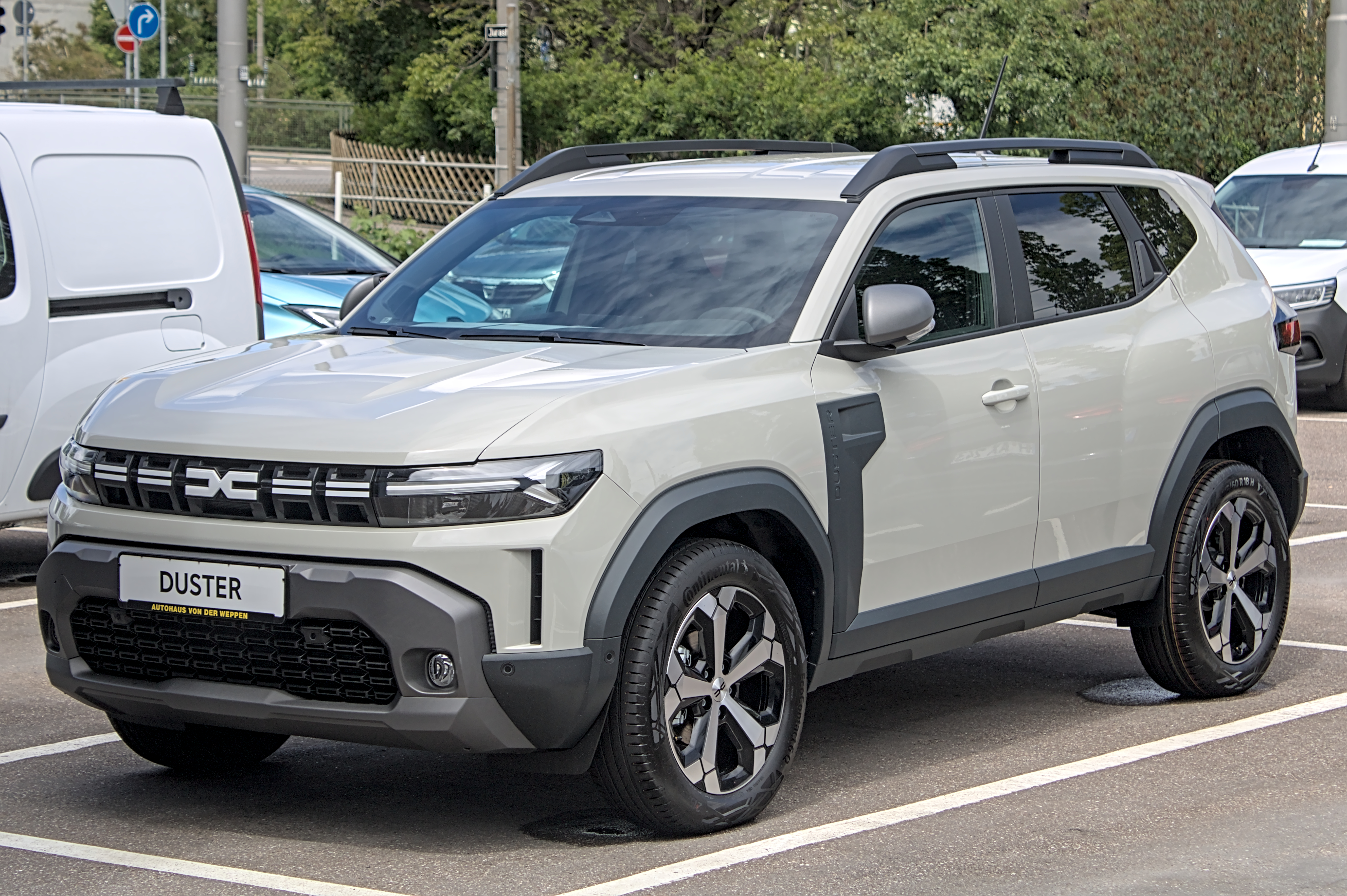
Dacia Duster III

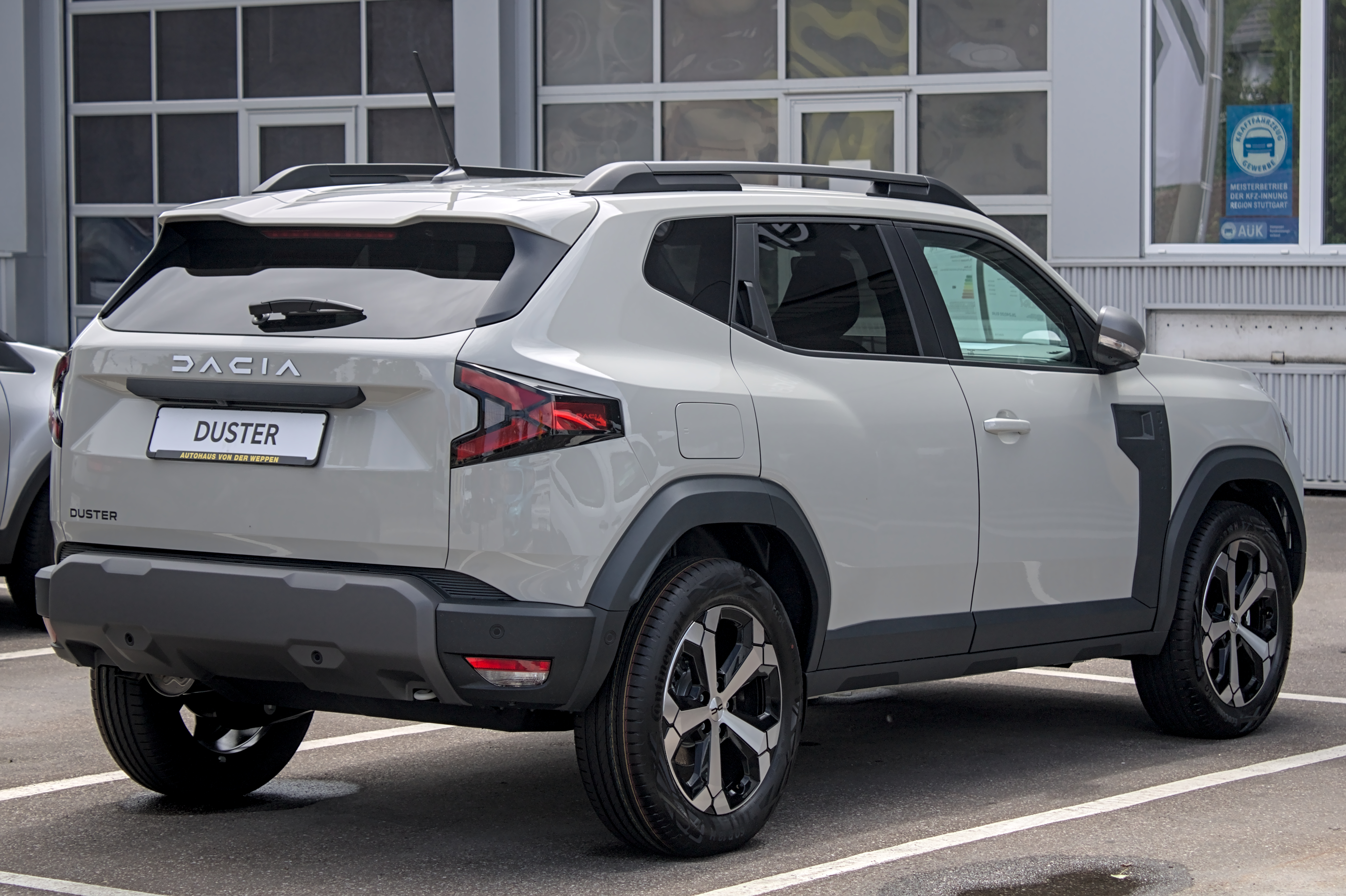
Dacia Duster III

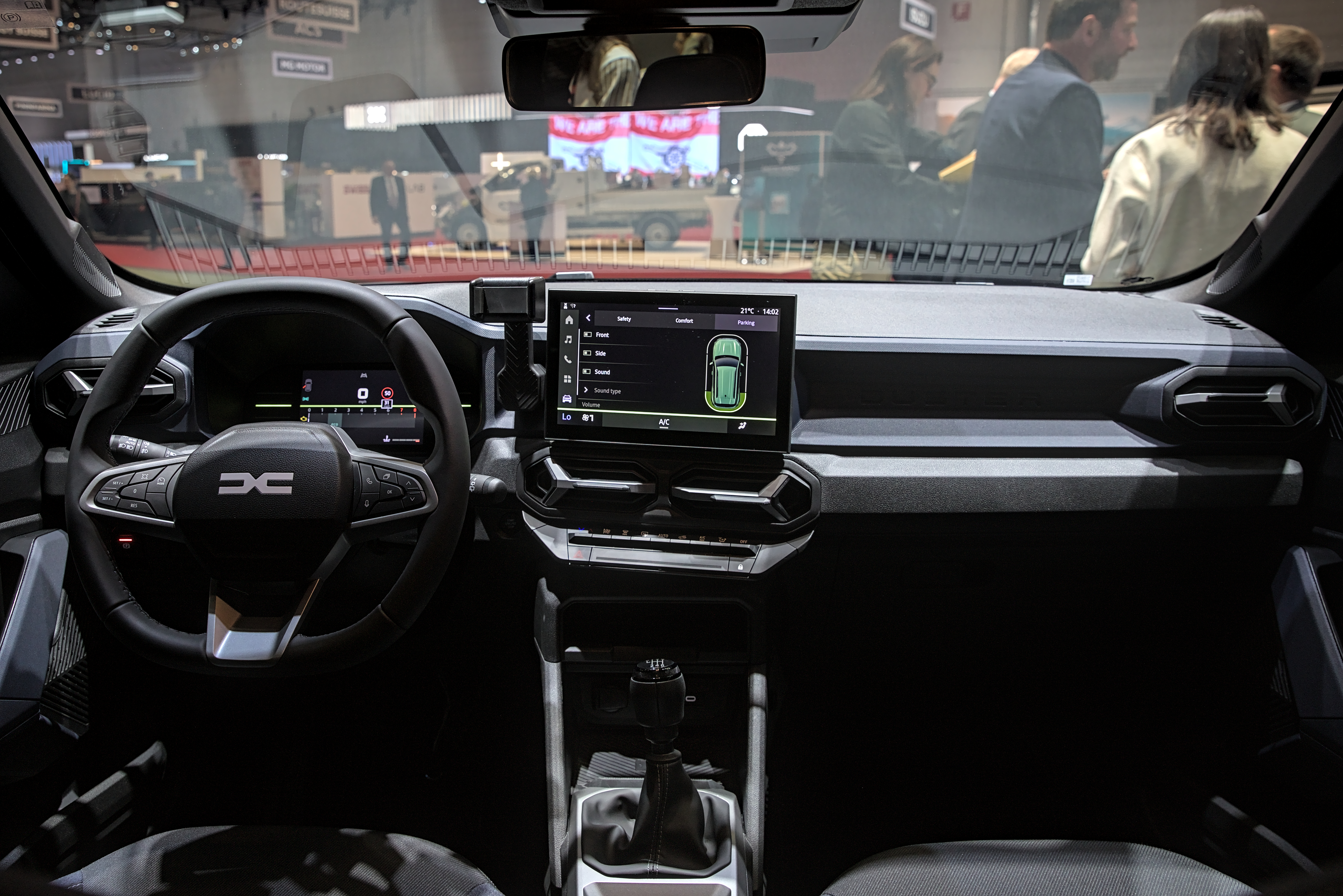

Дизайн і загальні технічні характеристики третього покоління Duster були представлені концепт-каром Bigster, представленим 14 січня 2021 року під час плану реструктуризації Renaulution. Стверджується, що концепт на 90% буде схожий на серійну модель.
У жовтні 2020 року Dacia підтвердила, що працює над розробкою заміни Duster другого покоління. Також повідомлялося, що в новому поколінні не буде жодного дизельного двигуна.
Презентація відбулася 29 листопада 2023 року в Португалії, а публічна презентація запланована на Женевський міжнародний автосалон у лютому 2024 року. До цього фотографії зовнішнього вигляду та навіть рекламний трейлер з’явилися в мережі за 2 дні до офіційної презентації.
Замовлення в Європі будуть відкриті на початку 2024 року, а поставки почнуться з травня по червень 2024 року.
Duster третього покоління продається під маркою Renault в Індії, Бразилії, Південній Америці, Австралії, Україні та Новій Зеландії. Платформа Duster третього покоління також породить багато похідних на різних ринках, таких як трирядний семимісний позашляховик із подовженим кузовом і колісною базою, представлений як Dacia Bigster, позашляховик купе під кодовою назвою C-Neo та півтонний позашляховик. пікап, попередньо представлений як концепт Renault Niagara.

### Двигуни
Бензиновий / LPG
- 1.0 L ECO-G I3 turbo 101 к.с.

hybrid
- 1.2 L TCe I3 turbo 131 к.с. (mild hybrid)
- 1.6 L H4M I4 140 к.с. (Hybrid 140)

## Зноски
1. ↑  Тест-драйв Renault Duster: в поисках клада [Архівовано 30 вересня 2019 у Wayback Machine.](рос.)
2. ↑  Женева 2010: «Дастер» возвращается [Архівовано 2012-05-11 у Wayback Machine.] 08.03.2010
3. ↑  Duster, the new car from Dacia that rewrites the 4x4 rulebook [Архівовано 26 березня 2010 у Wayback Machine.] 08.12.2009
4. ↑  Первый SUV в истории румынской марки «Дачия» с успехом представлен в Женеве. [Архівовано 2012-05-11 у Wayback Machine.] 08.03.2010
5. ↑  A competition version of Dacia Duster to contest the 2009/2010 Trophée Andros in the hands of Alain [Архівовано 8 липня 2011 у Wayback Machine.] 2009-12-09
6. ↑  Dacia Duster — crossover coupe concept in premiera la Salonul Auto de la Geneva [Архівовано 14 квітня 2019 у Wayback Machine.] 2009-03-02
7. ↑  Primele poze cu Dacia Duster [Архівовано 2012-03-11 у Wayback Machine.] 2009-03-02
8. ↑  Російський розмах. Архів оригіналу за 8 березня 2012. Процитовано 14 травня 2010. [Архівовано 2012-03-08 у Wayback Machine.]
9. ↑  Bulletproof Dacia Duster Army Vehicle Is a Budget Humvee-Wannabe. Carscoops. Архів оригіналу за 9 грудня 2017. Процитовано 15 липня 2015.
10. ↑  Renault shows DCross Concept in Brazil. 23 жовтня 2012. Архів оригіналу за 12 лютого 2022. Процитовано 4 серпня 2013. [Архівовано 2022-02-12 у Wayback Machine.]
11. ↑  Presentation of the Duster Oroch show car in Sao Paulo. Renault. Архів оригіналу за 14 березня 2016. Процитовано 15 липня 2015. [Архівовано 2016-03-14 у Wayback Machine.]
12. ↑  Тест-драйв кросовера Renault Duster: бестселера ринку. Motorcar (укр.). 26 лютого 2020. Архів оригіналу за 22 квітня 2020. Процитовано 2 травня 2020.